# 岐阜県立長良高等学校
岐阜県立長良高等学校（ぎふけんりつながらこうとうがっこう）は、岐阜県岐阜市にある公立高校。通称は、「長良」（ながら）。

## 概要

### 校訓
- 開拓者の気魄で勉学とスポーツにあたれ
- 礼儀正しくあれ

### 校章
- 岐阜市章の井形と「髙」(はしご高）の文字を組み合わせたデザインである。現在、校章は、学年によって色分けをしている。（一年：赤、二年：青、三年：黄）

### 立地と周辺環境
- 本校は、岐阜市立長良東小学校や岐阜市立東長良中学校が立地する文教地区に所在する。長良公園（かつての岐阜大学教育学部）の西隣にあり、体育の一部授業（冬季の持久走）などは、長良公園で行われている。

### 沿革
- 1949年（昭和24年） - 公立高等学校学区制実施により、岐阜市立岐阜商業高等学校に昼間定時制の普通科を併設して改称し、岐阜市立長良高等学校となる（本校ではこれをもって創立としている）。
- 1951年（昭和26年） - 岐阜県立岐阜商業高等学校開校に伴い商業科を移管。
- 1952年（昭和27年） - 山県分校（昼間定時制普通科（商業コース・家庭コース））を設置[1]。
- 1956年（昭和31年） - 岐阜県に移管され、岐阜県立長良高等学校となる。
- 1958年（昭和33年） - 山県分校を岐阜県立岐阜商業高等学校に移管[2]。
- 1974年（昭和49年） - 学校群制度導入（岐阜学区1群、2群）。
- 1983年（昭和58年） - 学校群制度廃止。

### 教育目標
本校の伝統である文武において切磋琢磨し自己を高め、有為なリーダーを目指そうと夢や希望を持って挑戦し続け、未来を切り拓くことができる健康な心身を涵養に努め励む「文武両道」の実践を目指すべく、次の通り取り組んでいる。
- 《知育》自ら考え、行動できるとともに、多角的な視点で物事を捉えて、よりよい問題解決を目指す。
- 《徳育》多様性の中で礼節をわきまえ、人とのつながりを大切にして、自らの役割と責任を果たす。

## 交通アクセス
- 名鉄名古屋本線・各務原線名鉄岐阜駅または、 JR東海道本線・高山本線岐阜駅より岐阜バス利用。
  - JR岐阜駅（北口・バスターミナル13番のりば）または、名鉄岐阜駅前向かいの（駅前・神田町通り北進のりば4番のりば）から、N40/N41/N43のいずれかの路線に乗車した場合、「長良高校前」停留所下車、徒歩で約1分。
  - JR岐阜駅（北口・バスターミナル12番のりば、※は9番から）または、名鉄岐阜駅前向かいの（駅前・神田町通り北進のりば4番のりば）から、※N45//N50/下岩崎線のいずれかの路線に乗車した場合、「長良北町」下車。徒歩約10分[4]。

## 特色

### 学区
岐阜県では、平成30年度の県立高校入試よりから学区廃止したため、県内全域から進学が可能となった。

### 教育面の特色
時間割は火曜・木曜は50分×7限授業、月曜・水曜・金曜は50分×6限授業である。週3日、授業の他に補習（45分。希望者のみ）が行われる。
週末に出される課題の定着のために「開拓者テスト」と称する確認テストが年に9回行われる（教科はその時々で異なるが、大抵は数学、英語、国語の3教科である）。
土日は、生徒の自主性、教師のゆとり等を考慮して、模試以外は基本的に全面休日であった（他の岐阜地区旧五校や別学区の進学校は土曜祝日は進学のための特別講座等をしている所が多い）。ただし、2009年（平成21年）度からは「土曜活用」と称した三学年希望者のみの進学補習が行われるようになった。

### その他
戦前の1936年（昭和11年）、旧校舎（前身の岐阜市立岐阜商業学校）の時代に、第22回全国中等学校優勝野球大会（現在の全国高等学校野球選手権大会）で優勝をしている。
普通教室全室に冷房設備が設置されている。かつての校舎は、1926年（大正15年）建設の、日本で一番古い鉄筋コンクリートの校舎であった（1985年（昭和60年）取り壊し）。

## 学校行事
毎年9月には長良祭と呼ばれる学校祭が行われ、文化祭（2日間）と体育祭（1日）が催される。
2009年（平成21年）度から、2年生時の修学旅行の行き先は長崎県である。

## 部活動

### 実績・主な活動
陸上部から1964年東京オリンピックの日本選手団に２名が出場した。(昭和39年)
野球部は、1974年(昭和49年)春第46回選抜高等学校野球大会で甲子園に出場。
女子ハンドボール部は、2002年（平成14年）以来3回、男子バスケットボール部と剣道部が1回ずつハンガリーを訪れて交流を行っている。
コーラス部は、全日本合唱コンクール全国大会高等学校部門「Aグループ」で第42回1989年（平成元年），第43回1990年（平成２年），第44回1991年（平成３年），第45回1992年（平成４年），第46回1993年（平成５年），第47回1994年（平成６年），第48回1995年（平成７年），第49回1996年（平成８年），第50回1997年（平成９年）と九年連続金賞受賞、うち４回文部大臣賞受賞。またブダペスト国際合唱コンクールで金賞を受賞し、平成8年に岐阜市民栄誉賞を受賞。平成９年度に「第５０回全日本合唱コンクール全国大会高校の部Aグループ　金賞」の功績により岐阜県民栄誉賞を受賞。
演劇部は、2019年（令和元年）第65回全国高等学校演劇大会（佐賀大会）舞台美術賞・優良賞を受賞。、第70回全国高等学校演劇大会（岐阜大会）で、ぎふ総文演劇部門文化庁長官賞・優秀賞、「新国立劇場」で行われる優秀校東京公演で上演し、岐阜県知事賞を受賞。

### 運動系部活動
- 野球部
- サッカー部
- 陸上部
- バスケットボール部
- ハンドボール部
- ソフトテニス部
- バドミントン部
- 水泳部
- バレーボール部
- 卓球部
- 剣道部
- 柔道部

### 文化系部活動
- 吹奏楽部
- コーラス部
- 演劇部
- 書道部
- 写真・科学部
- 文芸・かるた部
- 茶道部
- 英会話部
- 美術部
- パソコン部
- 放送部

## 著名な出身者
- 林宏優 - 山県市長
- 三橋秀方 - 駐ルーマニア大使、内閣審議官
- 森裕城 - 政治学者
- 平坂読 - 小説家
- 山田貴敏 - 漫画家
- 三浦浩一 - 俳優
- 矢島健一 - 俳優
- 梅田淳 - フリーアナウンサー
- 鵜飼菜穂子 - 競艇選手
- 岩井三四二 - 小説家
- 坂井哲史 - 焼肉屋さかい社長
- 小豆畑眞也 - プロ野球選手、阪神タイガース捕手
- 貝﨑佳祐 - 元サッカー選手、サッカー指導者
- 藤井智也 - サッカー選手、サンフレッチェ広島
- 岩本俊郎 - 教育学者、立正大学名誉教授[要出典]
- 太志 - Aqua Timez ボーカル

## 著名な教職員
- 山口良治 - ラグビー日本代表
- 澤島富雄 - 「コーラス部の顧問として全日本合唱コンクール全国大会高等学校部門「Aグループ」で九年連続金賞受賞、長良合唱団の指導者としてブダペスト国際合唱コンクールで３回金賞受賞に導く」という２つのご功績をもとに、岐阜県民栄誉賞を受賞1997年（平成9年）[11]

## 進路状況
|                | 大学    | 短大   | 高専   | 専修    |
| -------------- | ------- | ------ | ------ | ------- |
| 全国（入学者） | 635,003 | 49,495 | 10,620 | 279,586 |
| 本学（合格者） | 914     | 19     | 4      | 30      |

（資料出所：学校基本調査-文部省及び、進路状況ー長良高等学校）